# Xénocide
Xénocide (titre original : Xenocide) est un roman de science-fiction de l'écrivain américain Orson Scott Card, publié en 1991.
Il s’agit du troisième livre du Cycle d'Ender, précédé par La Voix des morts et suivi par Les Enfants de l'esprit.
Le roman a été nommé en 1992 pour les prix Hugo du meilleur roman et Locus du meilleur roman de science-fiction. Il perd les deux récompenses face au roman Barrayar de Lois McMaster Bujold.

## Résumé
Le récit comprend 18 chapitres.
À la suite de son enquête sur Lusitania (lire la Voix des morts), Ender est parvenu à comprendre le cycle de vie des extraterrestres qui habitent Lusitania, tout en prévenant une guerre qui aurait été fatale aux humains qui y habitent. Cependant, la planète contient une maladie capable d'anéantir l'espèce humaine. L'autorité stellaire commandera arbitrairement la destruction de cette planète, mais Ender fera appel à toutes ses ressources pour empêcher un autre « xénocide » (génocide extraterrestre).

## Éditions
- Xénocide, traduit de l'américain par Bernard Sigaud, Robert Laffont, coll. Ailleurs et Demain, no 140, 1993,  (ISBN 2221073843).
- Xénocide, traduit de l'américain par Bernard Sigaud, J'ai lu, coll. Science-fiction, no 4024, 1995 (rééditions en 1996, 2000, 2001, 2004, 2005, 2008),  (ISBN 2277240249).

## Le Cycle d'Ender
- La Stratégie Ender
- La Voix des morts
- Xénocide
- Les Enfants de l'esprit
- Une guerre de dons
- Ender : L'Exil